# Вальтер Полк Філліпс
Волтер Полк Філліпс (14 червня 1846 — 31 січня 1920) — американський журналіст, телеграфіст і винахідник, який створив і розширив телеграфні коди, відомий як Код Філліпса — скорочувальну систему, що включала абревіатури POTUS (президент США) та SCOTUS (Верховний суд США). Пізніше очолював агентство United Press.

## Раннє життя
Волтер Полк Філліпс народився 14 червня 1846 року у Графтоні, штат Массачусетс. Він був наймолодшим з трьох дітей Ендрю С. та Роксани М. Філліпс. Про його дитинство відомо мало, він мало навчався у школі. У 12 років залишив навчання та пішов працювати на ферму. У 1861 році був найнятий компанією American Telephone and Telegraph Company (нині AT&T) у Провіденсі, Род-Айленд, як посильний. Там він одружився з Франценою А. Капрон 15 квітня 1866 року. У них народився син Альберт К. Філліпс 4 вересня 1871 року.

## Початок кар'єри
Філліпс піднявся кар'єрними сходами у American Telephone and Telegraph Company, ставши відомим як експерт-телеграфіст, цінувався за швидкість передачі та прийому повідомлень. До 1868 року працював у телеграфній службі Western Union у Провіденсі, де його помітив Семюель Морзе. Філліпс виграв кілька змагань з телеграфії; в одному з них він точно записав понад 2700 слів за годину, за що отримав особистого листа від Морза з похвалою. У 1870 році Філліпс почав займатись журналістикою, став редактором газети Providence Morning Herald, де працював два роки, потім очолив Providence Morning Star. У 1871 році заснував у містечку Атлборо (штат Массачусетс) газету Attleborough Chronicle, яка вийшла 3 лютого 1872 року. Через рік він продав її за 5000 доларів. У 1873 році переїхав до Нью-Йорка, де працював репортером у The New York Sun, а пізніше був прийнятий в Associated Press у Нью-Йорк.

## Подальша кар'єра
З 1875 по 1879 роки Філліпс працював у Associated Press, був заступником керівника бюро у Нью-Йорку. Саме у цей період (близько 1879 року) він створив Код Філліпса — систему скорочень, що дозволяла швидше передавати новинні повідомлення. Філліпс пояснював, що його робота базувалась на колективному досвіді багатьох поколінь телеграфістів. У передмові до видання 1907 року він писав, що подібні коди існували ще у комерційних телеграфах і залізницях, але майже всі вони зникли до початку XX століття.
Код Філліпса швидко став популярним серед телеграфістів у газетах і став стандартом у тогочасних ЗМІ. У липні 1876 року Філліпс видав гумористичну збірку оповідань і замальовок під псевдонімом Джон Ок'ам. Згодом він очолив бюро Associated Press у Вашингтоні, де працював до 1882 року. Після цього повернувся до Нью-Йорка і очолив United Press, одного з нових конкурентів Associated Press. У пресі його називали засновником і генеральним менеджером United Press, відзначали як одного з провідних новинних агентів країни. До середини 1890-х він повідомляв, що United Press має близько 500 підписників серед газет. Протягом 1890-х відносини між двома агентствами загострилися і переросли в тривалу юридичну боротьбу.

## Останні роки
Після роботи в United Press Філліпс став президентом Columbia Graphophone Company і проживав у Бріджпорті, Коннектикут. Після смерті дружини у 1914 році переїхав у Він'ярд-Гейвен (деякі джерела вказують на Оук-Блаффс). У останні роки хворів, зокрема втрачав зір. Помер 31 січня 1920 року у віці 73 років. Після його смерті виник скандал через те, що він залишив у заповіті 100 000 доларів своїй секретарці Френсіс Вуд, яка допомагала йому слідкувати за новинами, ставши її єдиним спадкоємцем.

## Вибрані твори
Волтер Полк Філліпс, Oakum Pickings, Нью-Йорк: W. J. Johnston, 1876 OCLC 2315321.
Волтер Полк Філліпс, Sketches Old and New, J. H. Bunnell & company, 1897 OCLC 428925.